# Gypsy (comédie musicale)
Pour les articles homonymes, voir Gypsy.
Gypsy (Gypsy : A Musical Fable) est une comédie musicale américaine créée à Broadway en 1959.

## Argument
Aux États-Unis à la fin des années 1920, lorsque débute la Grande Dépression, Rose voudrait faire de Louise et June, ses deux jeunes enfants, des stars du music-hall. Herbie, son ancien agent et amoureux d'elle, devient leur manager. En grandissant, les enfants se lassent des grands projets de leur mère et June s'enfuit avec Tulsa, le jeune homme qu'elle vient d'épouser. Rose reporte donc toutes ses ambitions sur Louise qui finit par devenir une vedette sous le nom de 'Gypsy Rose Lee'. Mais Rose, qui a repoussé une demande en mariage d'Herbie et s'est disputée avec Louise, se retrouve seule...

## Fiche technique
- Titre : Gypsy
- Titre original : Gypsy : A Musical Fable
- Livret : Arthur Laurents, d'après les mémoires de Gypsy Rose Lee, publiées en 1957 sous le titre Gypsy : A Memoir
- Lyrics : Stephen Sondheim
- Musique : Jule Styne
- Mise en scène et chorégraphie : Jerome Robbins
- Direction musicale : Milton Rosenstock
- Orchestrations : Sid Ramin et Robert Ginzler
- Décors et lumières : Jo Mielziner
- Costumes : Raoul Pène Du Bois
- Producteurs : David Merrick et Leland Hayward
- Nombre de représentations : 702
- Date de la première : 21 mai 1959
- Date de la dernière : 25 mars 1961
- Lieux : Broadway Theatre (de la première au 9 juillet 1960), puis Imperial Theatre (du 15 août 1960 à la dernière), Broadway

## Distribution originale
- Ethel Merman : Rose
- Sandra Church : Louise
- Jack Klugman : Herbie
- John Borden : Arnold
- Lane Bradbury : June
- Patsy Bruder : Marjorie May
- Marilyn Cooper : Agnes
- Faith Dane : Mazeppa
- Imelda De Martin : Gail
- Marilyn D'Honau : Dolores
- Chotzi Foley : Electra
- Erving Harmon : Pop
- Maria Karnilova : Tessie Tura
- Merle Letowt : Thelma
- Loney Lewis : Kringelein
- Mort Marshall : Oncle Jocko / M. Goldstone
- Jacqueline Mayro : Baby June
- Karen Moore : Baby Louise
- Peg Murray : Miss Cratchitt
- Joan Petlack : Edna Mae
- Richard Porter : Pastey
- Marsha Rivers : La bonne
- Joe Silver : Weber / Phil
- Willy Sumner : George
- Ian Tucker : Angie
- Paul Wallace : Tulsa

## Numéros musicaux originaux
(Songs, excepté le premier numéro)
| Acte I - Overture (Orchestre) - May We Entertain You (Louise et June enfants) - Some People (Rose) - Small World (Rose, Herbie) - Mr. Goldstone, I Love You (Rose, ensemble) - Little Lamb (Louise) - You'll Never Get Away From Me (Rose, Herbie) - If Momma Was Married (Louise, June) - All I Need Is the Girl (Tulsa, Louise) - Everything Coming Up Roses (Rose) | Acte II - Madame Rose's Toreadorables (Louise, ensemble féminin) - Together, Wherever We Go (Rose, Louise, Herbie) - You Gotta Get a Gimmick (Tessie, Mazeppa, Electra) - Small World (reprise) (Rose) - Let Me Entertain You (Louise, ensemble) - Rose's Turn (Rose) |

## Reprises (sélection)
À Londres

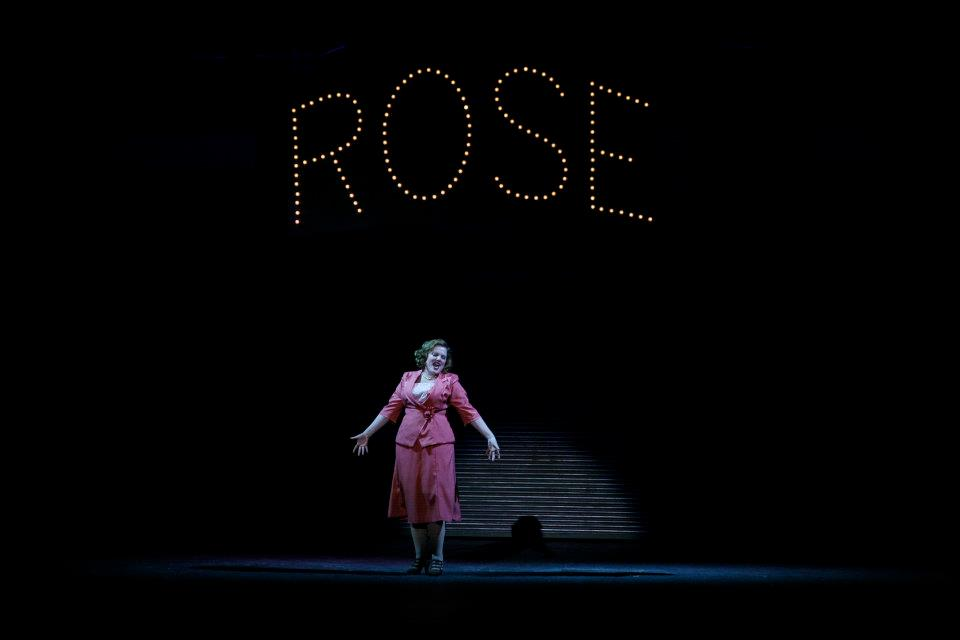
Représentation de Gypsy à la Otterbein University Theatre and Dance.

- 1973 : Piccadilly Theatre, 300 représentations, mise en scène d'Arthur Laurents, avec Angela Lansbury (Rose).
- 2015 : Savoy Theatre, avec Imelda Staunton (Rose) [1].

À Broadway
- 1974-1975 : Winter Garden Theatre, 120 représentations, mise en scène d'Arthur Laurents, avec Angela Lansbury (Rose) ;
- 1989-1991 : St. James Theatre puis Marquis Theatre, 476 représentations, mise en scène d'Arthur Laurents, avec Tyne Daly puis Linda Lavin (Rose) ;
- 2003-2004 : Shubert Theatre, 451 représentations, mise en scène de Sam Mendes, avec Bernadette Peters (Rose) ;
- 2008-2009 : St. James Theatre, 332 représentations, mise en scène d'Arthur Laurents, avec Patti LuPone (Rose).

## Adaptations à l'écran
Au cinéma
- 1962 : Gypsy, Vénus de Broadway (Gypsy), film musical américain de Mervyn LeRoy, avec Rosalind Russell (Rose), Natalie Wood (Louise), Karl Malden (Herbie).

À la télévision
- 1993 : Gypsy, téléfilm américain d'Emile Ardolino, avec Bette Midler (Rose), Cynthia Gibb (Louise), Peter Riegert (Herbie).

## Récompenses (sélection)
- 1975 : Tony Award for Best Performance by a Leading Actress in a Musical décerné lors de la 29e cérémonie des Tony Awards à Angela Lansbury (Rose) ;
- 1975 : Drama Desk Award de la meilleure actrice dans un musical ("Drama Desk Award for Outstanding Actress in a Musical"), décerné lors de la 1re cérémonie des Drama Desk Awards, pour Angela Lansbury ;
- 1975 : Drama Desk Award de la meilleure mise en scène d'un musical ("Drama Desk Award for Outstanding Director of a Musical"), décerné lors de la même 1re cérémonie, pour Arthur Laurents ;
- 1990 : Tony Award for Best Performance by a Leading Actress in a Musical, décerné lors de la 44e cérémonie des Tony Awards à Tyne Daly (Rose) ;
- 1990 : Drama Desk Award de la meilleure actrice dans un musical, décerné lors de la 36e cérémonie des Drama Desk Awards, pour Tyne Daly ;
- 1998 : Grammy Hall of Fame Award pour l'enregistrement de l’œuvre avec la distribution originale sur disque Columbia[2].
- 2008 : Tony Award for Best Performance by a Leading Actress in a Musical, décerné lors de la 62e cérémonie des Tony Awards à Patti LuPone (Rose) ;
- 2008 : Drama Desk Award de la meilleure actrice dans un musical, décerné lors de la 53e cérémonie des Drama Desk Awards, pour Patti LuPone ;
- 2009 : Inscription au registre national des enregistrements (National Recording Registry) de la bibliothèque du Congrès à Washington de l'enregistrement avec la distribution originale[3].